# 奥本海默传
《奧本海默》（英語：American Prometheus: The Triumph and Tragedy of J. Robert Oppenheimer，直译：《美國普羅米修斯：J·羅伯特·歐本海默的勝利與悲劇》）是由作家凱·柏德和歷史學家馬丁·薛文歷時25年撰寫，於2005年出版的美國理論物理學家罗伯特·奥本海默傳記。該書獲得了眾多獎項，包括2006年普利策传记文学奖。
2023年，該書由電影導演克里斯托弗·诺兰改編為传记片《奧本海默》。

## 摘要
羅伯特·歐本海默被譽為「原子彈之父」，他是一位理論物理學家，也是曼哈顿计划洛斯阿拉莫斯实验室的主任，該實驗室研製了世界第一批核武器。原子彈被視爲一個關鍵的轉折點，也是科學與戰時武器之間重要的交匯。這不僅使歐本海默成爲重要的歷史人物，而且成為原子彈倫理和核能政治論述的象徵。這本書深入探討了歐本海默在曼哈頓計劃內外生活的各個組成部分。書中還討論了他的早期生活、抱負、想法、與其他物理學家的關係、安全聽證會以及後世影響。

## 創作背景
歷史學家馬丁·薛文曾撰寫過《被摧毀的世界：廣島及其遺產》（A World Destroyed: Hiroshima and Its Legacies，1975年出版），他於1979年開始撰寫歐本海默傳記，並於1980年3月13日以7萬美元與克诺夫出版社簽訂了合約。1979年至1985年，他採訪了「繞者歐本海默轉的112位人物」，包括歐本海默的朋友哈肯·謝法列和他的兒子彼得·歐本海默，後者拒絕接受正式採訪。薛文收集了約5萬頁的訪談、文字記錄、信件、日記、解密文件和聯邦調查局檔案，存放在他的地下室、閣樓和辦公室裡似乎無窮無盡的箱子中。在截稿日期已到、編輯退休後，薛文仍未完成這本書。湯瑪斯·鮑爾斯寫到：「這一主題的歷史學家，一個小八卦團體，認為薛文是歐本海默詛咒最新的受害者」。這本書成為薛文家人間的笑話，他還說過要把這本書帶進墳墓。
1999年，薛文邀請了他的朋友——曾撰寫兩本政治傳記的作家兼編輯凱·柏德——加入他的行列，柏德將傳記內容整合成連貫且可讀的形式。柏德起初拒絕了，但最終同意參與創作，兩位作者與克諾夫出版社重新簽訂了合約，金額增加了29萬美元。柏德先起了草稿，然後由薛文審閱和重寫。
該書的原定標題是傳主的暱稱《奧比》（Oppie），但被編輯否決了。柏德的妻子蘇珊·哥德馬克（Susan Goldmark）建議了新標題：「普罗米修斯…火…原子彈就是火種。還可以加個『美國』。」薛文說他的朋友隆納·斯蒂爾也提出了同樣的標題。1945年9月的《科學月刊》最早將製造原子彈的物理學家與普羅米修斯進行了比較：「現代普羅米修斯再次襲擊了奧林帕斯山，為人類帶回了宙斯的雷霆。」

## 外界反應
該書受到了評論界的好評。《波士頓環球報》寫到該書「在有關原子彈計畫和奧本海默的眾多書籍中堪稱珠穆朗瑪峰，是一項不可能被超越或匹敵的成就」 珍妮特·馬斯林（Janet Maslin）在《纽约时报》評論道「《美國普羅米修斯》將傳主最關鍵的決定與他的早期教育和最終的解體聯繫起來。它成功地深入挖掘了他最具破壞性、自相矛盾的行為。」她還指出該書「進行了全面的研究和整合，有時其細節令人難以承受」。
湯瑪斯·鮑爾斯在《纽约书评》的一篇文章評論了數本歐本海默傳記，其中寫道這本書「目的明確，感觸深刻，論證有力，形式嚴謹，具有持久的文學力量」，並指出了歐本海默的複雜性格：

但是，在這本書中占主導地位的是歐本海默這個人，而不是關於核時代的一般觀點。歐本海默的複雜性躍然紙上——他是一個聰明的理論學家，但同時也是一個「弱勢支持者」（underdogger），對那些處於社會底層的人抱有強烈的同情心；他有時也是一個革命者，他在戰後大談「迪安」和「喬治」——迪安·艾奇逊和乔治·卡特莱特·马歇尔，而惹惱了菲利普·莫里森（Philip Morrison）等昔日的學生。他是酗酒妻子基蒂的忠實捍衛者，但對她對兒子彼得的自我毀滅視而不見；他是瑟伯爾等學生的終身朋友，同時是羅西·洛馬尼茨、約瑟夫·溫伯格和貝納德·佩特斯等學生的背叛者，他只是把他們扔給了獵紅狼（Red-hunting wolves）。

法蘭克·A·塞特爾（Frank A. Settle）稱該書「研究細緻」，是「迄今為止最全面的傳記」。布拉漢·達布切克（Braham Dabscheck）指出該書「學術水準一流」。約翰·S·瑞格登稱該書「寫得很好，幾乎沒有嚴重錯誤」，「閱讀這本值得一讀的書是一段扣人心弦的經歷：它能刺激人的思維，激起人的情感」。
湯瑪斯·A·朱利安（Thomas A. Julian）批評了該書和作者，寫道：「儘管有確鑿的相反證據，他們仍然斷言……日本已經戰敗並想要『投降』」，而且他們「忽視了前蘇聯方面提供的令人不安的證據，即歐本海默可能向蘇聯提供了有關美國原子彈計畫的資訊」。

## 獎項
- 2005年美国国家书评人协会奖[13][14]
- 2006年普利策传记文学奖[5]
- 2008年達夫·庫珀獎（英语：Duff Cooper Prize）[15]

## 電影改編
英裔美國電影製作人克里斯托弗·诺兰於2019年開始製作歐本海默傳記片，起因是曾出演諾蘭的電影《TENET天能》的英國演員羅伯·派汀森贈送的歐本海默演講集。諾蘭在閱讀《美國普羅米修斯》後，對歐本海默產生了新的興趣，並決定以該書為基礎，圍繞安全聽證會展開劇本創作。自2015年起，該書的改編權歸製片人J·大衛·沃戈（J. David Wargo）所有，他同意與諾蘭合作。
諾蘭與柏德會面時，薛文被診斷出患有癌症，無法旅行。柏德在拍攝前閱讀了劇本：

伯德補充道：「諾蘭用一種非常巧妙的方式講述了物理學家之間關於原子彈是否必要的爭論，並讓歐本海默在廣島事件後說，原子彈是用在一個幾乎已經被打敗的敵人身上。對歐本海默一無所知的人會認為他們將看一部關於原子彈之父的電影。」相反，「他們將看到這個神秘的人物和一個非常神秘的傳記故事。」

電影的預算為1億美元，名為《奧本海默》（Oppenheimer），於2023年7月21日上映，獲得了評論界和商業界的一致好評。該片由諾蘭編劇並執導，基利安·墨菲飾演歐本海默。
諾蘭說：「如果沒有凱和馬丁的書，我想我不會拍這部電影。」墨菲在製作期間對柏德說，這本書是「這個時代的必讀書」。根據諾蘭的說法，他設想的《奧本海默》不是一部傳記片（公式化的寫作會扼殺創造力），而更像是「一部驚悚片、一部搶劫片、一部法庭劇」。諾蘭還說道：

我想做的是帶領觀眾進入一個人的內心世界，體驗他處於歷史上最大變革的絕對中心的經歷。不管你喜歡與否，羅伯特·歐本海默都是有史以來最重要的人物。他創造了我們所處的世界，無論好壞。

## 其他歐本海默傳記
湯瑪斯·鮑爾斯指出，薛文在撰寫歐本海默傳記時得天獨厚，因為他起步較早。1979年，歐本海默的許多證人、朋友和同事都還健在。其他傳記包括：
- Monk, Ray.  First Anchor books. New York: Anchor Books. 2014. ISBN 978-0385722049.[19]
- Thorpe, Charles. . University of Chicago Press. 2006  [2023-07-30]. ISBN 978-0-226-79848-6. （原始内容存档于2023-07-23） （英语）.
- McMillan, Priscilla J. McMillan. . JHU Press. 2005. ISBN 978-1-4214-2567-2.
- Bernstein, Jeremy. . Duckworth. 2004. ISBN 978-0-7156-3330-4.
- Cassidy, David C. . Johns Hopkins University Press. 2004. ISBN 978-0-8018-9317-9.
- Herken, Gregg. . New York: H.Holt. 2002. ISBN 978-0-8050-6588-6.
- Rhodes, Richard.  [[[原子弹秘史]]]. Simon & Schuster. 1986. ISBN 978-0-671-65719-2 （英语）. 网址－维基内链冲突 (帮助)
- Goodchild, Peter. . Houghton Mifflin. 1980. ISBN 978-0-395-30530-0 （英语）.

## 外部連結
- 《美國普羅米修斯》
- 柏德和薛文關於《美國普羅米修斯》的談話，2006年9月30日 （页面存档备份，存于）
- Oppie—“A very mysterious and delphic character.” Interview with Kai Bird, co-author of American Prometheus （页面存档备份，存于）
- Martin J. Sherwin Collection Relating to J. Robert Oppenheimer （页面存档备份，存于）